# Keita★No.1
Keita★No.1（けいたナンバーワン、1975年8月15日 - ）は、日本の演出家、イベントプロデューサー。元AV監督。本名、鈴木 圭太（すずき けいた）。東京都足立区出身、在住。血液型B型。アダルトビデオメーカー「SODクリエイト」所属。2006年、SOD大賞最優秀新人監督賞・2007年、最優秀監督賞受賞。

## 来歴
- 郁文館高等学校、早稲田大学卒業[3]。

- 大学在学中、自主映画制作サークルにて8mm映画制作に励む。卒業後は映画監督を志し、フリーの助監督に。大映テレビ・『家政婦は見た!』など主に2時間ドラマのサード助監督として4年を過ごすが、26歳の時に挫折。
- 公務員になることを目指して予備校に約1年通うが、受験時期間際に心変わり。AV制作会社SODクリエイトの門を叩き、2002年に中途社員として入社。
- 鎗ヶ崎一組、CHAIN宗組などで、当時最もデカい声で現場を仕切るチーフとしてAD修行を3年間行ったのち、2005年8月に『ど素人参加型・真夏のファン感謝祭　かすみ果穂祭り inちょっとHな大宴会SPECIAL』にてAV監督デビュー。
- 一時期、別名義「和泉康也」としても活動。

- デビュー当初は『SOD女子社員シリーズ』などのいわゆる「企画モノ」を中心に監督。
- 『第4回・第5回　SOFT ON DEMAND「SOD社内スペシャル野球拳」』などのヒット作を担当し、2006年、SOD大賞・最優秀新人監督賞を受賞する。

- 2007年には、当時のSODクリエイト社長、菅原ちえに見出され、夏目ナナなど、専属女優作品を多く監督する。琴乃や板垣あずさのデビュー作、夏目ナナの引退作などの他、『オナニーのお手伝いしてあげるシリーズ』、『24時間SEXシリーズ』、企画ものでも引き続き『SOD女子社員シリーズ』などのヒット作に恵まれ、2007年度SOD大賞において、最優秀監督賞を受賞する。

- Hitomiや羽田あい、周防ゆきこのデビュー作など、専属女優作品においては引き続きヒット作を監督している。
- 企画作品においては、『ふたなり村』『獣人輪姦アクメ』など意欲作に挑むものの、結果として大ヒットと呼べるようなタイトルは残していない。
- 2009年に発売された『No Nude』シリーズ、『男子の格好をしているオンナのコは好きですか?』などのタイトルは一部に高評価を得ており、今後は企画作品においてもヒットメーカーとなることが期待される。

- 2010年7月22日、自身の“2時間ドラマ助監督出身”という特性を活かして制作した、本格サスペンスAV・『第429号法廷　公開セックス裁判』（主演：水城奈緒・妃乃ひかり）がリリースになる[4]。
- AV監督業は2018年を最後に事実上退いており、SODクリエイト所属のまま、映像ディレクターとして活動。社内ではイベントプロデュースの仕事を行っている[1]。

## 監督

### テレビ
- 柔術やろうぜ!（2019年11月3日 ‐ 2020年1月27日、tvk） ‐ ディレクター、鈴木圭太名義[5]